# Aegror
Aegror (lateinisch für Krankheit, Eigenschreibweise: AEGROR) ist eine deutsche Post-Black-Metal Band vom Niederrhein, die von drei ehemaligen Mitgliedern der Band Nebelsturm im Jahr 2009 gegründet wurde.

## Geschichte
Aegror wurde 2009 von „Narthaas“, „Mithyr“ und „Kjartanas“ gegründet, nachdem sich ihre vorherige Black-Metal-Band Nebelsturm im Jahr 2008 auflöste. Das Debütalbum De Morbis wurde 2010 aufgenommen und im Eigenvertrieb veröffentlicht. Es wurden in der folgenden Zeit größere Shows, unter anderem mit den Bands Vomitory und Prostitute Disfigurement, gespielt.
Nach mehreren Besetzungswechseln und der EP Forgotten Tales im Jahr 2013, arbeitete Aegror fortan an ihrem zweiten Studioalbum. Zwei Musikstücke der EP Forgotten Tales erschienen im Jahr 2013 auf der Compilation-CD Perseverance 2013 des US-amerikanischen Metal-Labels Malevolence Records. Es wurden Konzerte unter anderem mit Infinight, Palace und Hammerking gespielt.
Am 6. April 2017 gab die Band bekannt, dass ein Plattenvertrag bei STF Records unterzeichnet wurde und das zweite Studioalbum Dead Man’s Diary am 2. Juni 2017 erscheinen werde. Bereits sechs Wochen vorher konnte das Album über die Band bezogen werden.
Die erste Show im Jahr 2017 fand auf dem Monster Metal Festival in Gronau statt. Anschließend unterstützte Aegror die Bands Convictive und Welicoruss auf der „Tales of Perdition Tour“, welche durch Nordrhein-Westfalen und Belgien verlief.
In der nachfolgenden Zeit durchlief die Band mehrere Besetzungswechsel und stand kurz vor der Auflösung. Gründungsmitglied Narthaas und Gitarrist Abyssus beschlossen, die Band als Projekt weiterzuführen.
Nach einer längeren Pause veröffentlichte die Band am 16. Mai 2025 ihr drittes Studioalbum Reign of Disease, das komplett in Eigenregie produziert und veröffentlicht wurde. Die Aufnahmen wurden vom Gitarristen Abyssus im eigenen Studio durchgeführt.
Am 16. Juli 2025 gab Black Lion Records in den Sozialen Netzwerken bekannt, dass ein Plattenvertrag mit der Band unterzeichnet wurde und das dritte Studioalbum Reign of Disease im Herbst 2025 durch das Label erneut veröffentlicht werde.

## Stil
Die Band arbeitet mit melodiös ausgearbeiteten Arrangements und stimmungsvollen Wechseln. Als Grundlage dafür dienen verschiedene Aspekte des Black Metal und des Death Metal. Ihre Musik ist von epischen Melodien, Blast-Beats und brutalen Riffs geprägt.
Die Stimme von „Narthaas“ bewegt sich meist auch im für Black-Metal typischen Bereich, ist jedoch facettenreich und wird teilweise mit Death-Metal-typischen Growls vermengt. Den stellenweise cleanen Gesang sowie den Begleitgesang übernimmt der Gitarrist „Abyssus“.
Das erste Album, De Morbis, ist musikalisch vom melodiösen Black-Metal der 1990er Jahre beeinflusst.
In ihren Texten beschäftigt sich die Band mit verschiedenen Krankheitsformen und psychischen Phänomenen, die zu einer stimmigen Geschichte voller Horror und Wahnsinn rund um die bandeigene fiktive Figur „Plaguebreeder“ gebündelt sind. Ein Wesen aus einer anderen Dimension, das sich in die menschliche Welt drängen will. Auf metaphorischer Ebene spiegeln die Texte teilweise Krisen, Pandemien und Ereignisse aus unserer realen Welt wider.

## Rezeption
De Morbis
Powermetal.de wertete das Debütalbum De Morbis mit 8,5 von 10 erreichbaren Punkten.

„Aegror sind grundsätzlich keine Band, die auf durchweg harmonische Klänge setzt; die Dissonanzen sind ein elementarer Teil des Bandsounds, allerdings werden sie immer wieder durch kurze hymnische Momente ausgehebelt und auf ein Niveau gehievt, welches vor anderthalb Dekaden zweifelsohne zur Speerspitze hätte gezählt werden müssen. Insofern darf man dem neuen Album "De Morbis" auch eine gewisse Zeitlosigkeit attestieren, denn auch wenn viele Elemente dem späteren 90er-Black Metals zugeschrieben werden müssen – so zum Beispiel der Hang zu todesmetallischen Riff-Attacken – so fahren die vier Musiker einen recht eigenständigen Sound, der vor allem durch die vielen starken Breaks innerhalb der acht Tracks geprägt wird.“

Metal.de zeigte sich positiv überrascht vom Erstlingswerk.

„Ohne jegliches Demo oder vorige Bekanntheit lassen Aegror dieser Tage ihr schlicht mit “De Morbis” betiteltes Erstwerk auf die Hörerschaft los, und geben sich dabei durchweg professionell und reif, was nach dem gerade mal einjährigen Bestehen durchaus zu überraschen vermag. Produktion, Präsentation und Liedgut sind perfekt austariert, und zeugen so von einiger Arbeit, die niemals auf ein derartig junges Alter schließen ließe.“

Das dänische Webzine Powerofmetal.dk vergab 80 von 100 möglichen Punkten.

„Overall, the technical level is very high and there is indeed lots of diversity and atmosphere without losing sight of the red thread. Aegror fits nicely into the contemporary black metal+ scene and, honestly, it is a bit of a mystery to me that there is no label backing for this release since it easily stands up against much of the competition out there.“

Forgotten Tales
Das britische Webzine brutalism.com vergab die Höchstpunktzahl für Forgotten Tales.

„Hardly surprising really as the Germans always seem to know where to hit for maximum musical annihilation and this EP has done that and more – it simply shows an artistic and creative talent that is raw and unadulterated – so listen out for Aegror I think they will go the distance and become one of the top bands!“

Das US-amerikanische Webzine Metalcurse.com bewertet die EP mit 8,25 von 10 möglichen Punkten.

„Nevertheless, the band possess a penchant for catchy, high-quality songwriting that cannot be denied, and an all-pro production definitely doesn’t hurt matters, either.“

Dead Man’s Diary
Heavystageforce.rocks lobt das zweite Album Dead Man’s Diary.

„Schon lange habe ich kein so abwechslungsreiches Black-Metal-Album gehört und ich behaupte, dass es auf der Platte für jeden Fan des Genres minimal einen Track gibt, den er mag. Aegror hat sich mir als eine starke und facettenreiche Band gezeigt, bei der man nur hoffen kann, dass sie ihrem Stil treu bleiben. Von dieser Band können sogar „große“ Bands noch etwas lernen.“

Bleeding4Metal.de vergibt 8 von 10 Punkten.

„So kreativ und vielseitig wie die Nordrhein-Westfalen auf ihrem zweiten Langspieler mit Schwarz- und Todesstahl umgehen, darf man weitere heiße Eisen der Herren erwarten“

Das niederländische Webzine Lordsofmetal.nl bewertet das Konzept mit 82 von 100 Punkten.

„Compared to the debut album seven years ago the band has really made progression, the music sounds more varied, well balanced and a lot more professional. There is plenty of variation on the album to sit through and enjoy the whole 47 minutes of this record, and the fun thing about it is that there every songs tells a part of the whole story, so the whole album is a coherent piece of art.“

Reign of Disease
Das deutsche Webradio metal-fm.com bewertet das Album mit 9 von 10 Punkten.

„Aegror katapultieren „Reign of Disease“ in die Dunkelcharts. 
Mit „Reign of Disease“ beweisen Aegror, dass sich technischer Anspruch, emotionale Wucht und erzählerischer Tiefgang keineswegs ausschließen. Die Platte besticht durch ein kristallklares, aber ungeschöntes Klangbild, anspruchsvolle Arrangements und eine konzeptuelle Geschlossenheit, wie man sie in der extremen Metal-Landschaft nur selten findet. Nach über 50 Minuten bleibt nicht nur das bedrückende Gefühl eines dystopischen Endzeit-Epos zurück, sondern auch die Erkenntnis, dass echte künstlerische Vision selbst widrigste Umstände überdauert. Aegror haben sich mit diesem Werk ein Denkmal gesetzt, das in seiner düsteren Pracht noch lange nachhallen wird.“

Broken 8 Records Australien berichtet über das Album.

„The enigmatic two-piece Aegror have recently made their mark on the underground metal scene with new album, ‘Reign of Disease’. Released on the 16th of May this year, an emerging after an eight-year hiatus, this self-produced and independently published release delivers a straight shot of modern metal, captivating listeners with its unique blend of post-black metal. Abyssus's deft hand in recording, mixing, and mastering the album has ensured a polished, yet raw, sonic experience that elevates it beyond typical black metal production standards. The album dives headfirst into a grim narrative centred around Plaguebreeder, a malevolent being from another dimension intent on breaching into the human world. Yet, on a deeper level, the lyrics cleverly weave in metaphorical reflections on real-world crises, pandemics, and societal events, adding a layer of thought-provoking commentary to their intense sound.“

Blattturbo.com bewertet das Album mit 4,5 von 5 Punkten.

„„Reign of Disease“ ist keine zerebrale Kopfgeburt, sondern eine brachiale Sound-Infektion. Glasklar aufgenommen, aber roh genug, um Splitter im Gehörgang zu hinterlassen, verbindet das Album gnadenlosen Black Metal mit Death-Metal-Schlacke, progressiv vertrackten Takten und einer kohärenten Horror-Story. Wer Blastbeats liebt, die wie MG-Salven rattern, Riffs sucht, die nach verbranntem Stahl riechen, und ein Konzeptalbum möchte, das auch ohne Kunsthochschul-Kurzvortrag funktioniert, liegt hier goldrichtig. Aegror liefern keine Heilung, sondern die pure Pest – und genau das macht die Platte so verdammt lebendig.“

## Diskografie
Alben
- 2010: De Morbis (Eigenveröffentlichung)
- 2017: Dead Man’s Diary (STF Records / Satura Musikverlag)
- 2025: Reign of Disease (Eigenveröffentlichung[23]/ Black Lion Records[24])

EPs
- 2013: Forgotten Tales (Eigenveröffentlichung / Malevolence Records)